# スイス証券取引所
スイス証券取引所（スイスしょうけんとりひきじょ、英: SIX Swiss Exchange）は、スイス・チューリッヒにある証券取引所。証券およびデリバティブを取り扱っている。別名「SWX」。1995年に、それぞれ一世紀以上の歴史を持つチューリッヒ、バーゼル、ジュネーヴのスイス国内3証券取引所が統合し、現在の形として誕生し、その後改名した。この他、ベルンに小規模な証券取引所がある。
デリバティブ取引ではドイツ取引所と合同出資で電子取引市場のEUREXを設立している。

## 沿革
- 1995年、それぞれ一世紀以上の歴史を持つチューリッヒ、バーゼル、ジュネーヴのスイス国内3証券取引所が統合しSWX Swiss Echange AGとなる。
- 2008年、社名をそれまでのSWX Swiss Exchange AGからSIX Swiss Exchange Ltd.に変更した[2]。その際、SIXはSwiss Infrastructure and Exchangeの略語としている。

### かつて上場していた主な日本企業
- ソニー
- 本田技研工業
- 東芝
- シャープ
- NEC
- 富士通

## 相場
スイス株価指数（Swiss Market Index、略称SMI）は、スイス証券取引所で取引されるスイスのプライム市場の主要20企業で構成する時価総額加重平均型の株価指数である。他に、SMI採用銘柄に次ぐ30の銘柄で構成するスイス中型株指数（SMI MID、略称SMIM）、浮動株比率20％以上の大型・中型・小型株で構成するスイス・パフォーマンス指数（Swiss Performance Index、略称SPI）などがある。

## 立会時間
通常の立会時間は土曜・日曜・取引所の定める休みを除き、平日午前8時半から午後5時30分まで（商品によって開始・終了時間が多少異なる）。

## 所在地
- 住所：Pfingstweidstrasse 110, 8005 Zürich

アクセス
- トラム4号線 シュポルトヴェーク（Sportweg）駅